# Поневилай, Вичитта
Вичитта Поневилай (лаос. ວິຈິດຕະພອນໂພນວິໄລ; род. 9 октября 1995 года) — лаосская модель и обладательница титула чемпиона конкурса красоты, коронованная Мисс Вселенная Лаоса 2019. Она представляла Лаос на конкурсе Мисс Вселенная 2019.

## Участие в конкурсах красоты

### Мисс Вселенная Лаоса 2019
Поневилай начала свою карьеру в шоу-бизнесе, представляя Боликхамсай на конкурсе Мисс Вселенная Лаоса 2019 24 августа 2019 года в отеле Landmark Mekong Riverside Hotel во Вьентьяне, где она выиграла титул Мисс Вселенная Лаоса 2019. Она была коронована уходящей обладательницей титула Онанонг Хомсомбат.

### Мисс Вселенная 2019
Как обладательница титула Поневилай представляла Лаос на конкурсе Мисс Вселенная 2019, но, тем не менее, она не заняла призового места.